# Leucocelis consobrina
Leucocelis consobrina är en skalbaggsart som beskrevs av Hermann Julius Kolbe 1906. Leucocelis consobrina ingår i släktet Leucocelis och familjen Cetoniidae. Inga underarter finns listade i Catalogue of Life.